# Botos Péter (református lelkész)
Botos Péter (Poroszló, 1913. június 6. – Poroszló, 1982. július 1.) református lelkész, helytörténész, műfordító.

## Életrajza
A fordító és író Sárospatakon érettségizett, ott végezte a teológiát is. Több helyen volt segédlelkész, majd közben 1944–1945-ben tábori-kórházi lelkész is, 1950-től pedig Tibolddaróc lelkészének választották meg. Itt maradt lelkészként egészen haláláig.
Lelkészi teendői mellett helytörténettel, fordítással is foglalkozott. Debreceni Ember Pál egyháztörténete mellett Bod Péter és Szirmay Antal műveit is lefordította latin nyelvről magyarra. Helytörténeti munkája, amelyben Tibolddaróc történetét dolgozta fel, kéziratban maradt fenn.
Poroszlón érte a halál 69 évesen, 1982. július 1-jén.

## Kötetei
- Adatok a tibolddaróci reformátusok történetéhez; szerk. Dienes Dénes; Hernád, Sárospatak, 2013